# Figalia

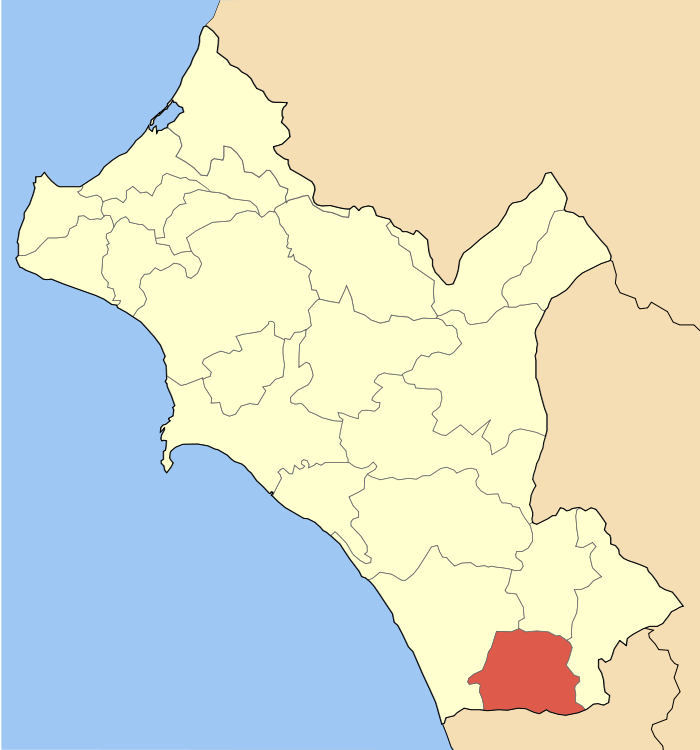
Antiguo municipio de Figalia.

Mapa del sur del Peloponeso en la Antigüedad. La ciudad de Figalia se encontraba en la orilla del río Neda.

Figalia (en griego, Φιγαλεία) es una unidad municipal de Grecia que forma parte del municipio de Zajaro y de la unidad periférica de Élide. Hasta el año 2011 era un municipio cuya sede estaba en Nea Figalia. 
En la Antigüedad era una ciudad de Arcadia.

## Historia
Estaba situada al suroeste de Arcadia, cercana a la frontera con Mesenia, en la orilla derecha del río Neda. El nombre original Figalia se deformó con el tiempo en Fialia, pero el primer nombre estaba aún en uso en tiempos de Pausanias. El nombre derivaría de Fígalo, hijo de Licaón, que la fundó según la leyenda, mientras Fíalo sería el hijo de Bucolión, que la refundó. 
En 659 a. C. la ciudad se hubo de rendir a Esparta, pero recuperó la libertad con ayuda de un grupo de soldados orestasios que murieron en la lucha. La facción favorable a los espartanos fue expulsada de la ciudad y se apoderó de una fortaleza cercana, llamada Herea, desde la que hicieron incursiones a Figalia.
En la guerra entre etolios y aqueos, Figalia fue cuartel general de los etolios, desde donde asolaron Mesenia, hasta que fueron expulsados por Filipo V de Macedonia. Aún tenía cierta importancia cuando la visitó Pausanias.
El autor Ateneo de Naucratis recoge un fragmento de Harmodio de Lépreo que menciona la afición de los habitantes de la ciudad a comer y beber. Pausanias ubica en Figalia un santuario de Artemisa Soteira y un templo de Dioniso Acratóforo (que produce vino puro). En el ágora había una estatua de mármol del pancraciasta Arraquión y un sepulcro común de todos los escogidos de Orestasio que ayudaron a Figalia, en cuyo honor se rendían sacrificios todos los años. Además, a unos 12 estadios, en la confluencia de los ríos Límax y Neda se hallaba un santuario de Eurínome, que tenía una imagen de madera de esta divinidad con figura de mujer hasta los muslos y cola de pez.
A varios kilómetros de Figalia, en un lugar llamado Basas, se encontraba un templo de Apolo que era considerado, como el más destacado del Peloponeso, después del de Tegea, tanto en dimensiones como en belleza.